# 제곡 정공 신도비
제곡 정공 신도비(濟谷 鄭公 神道碑)는 조선 중기의 문신 정광성(鄭廣成, 1576년 ∼ 1654년)의 신도비이다. 효종 8년(1657년) 5월 동래 정씨(東萊 鄭氏) 임당공(林塘公) 묘역 아래쪽에 건립되었다. 이곳은 정광성의 조부 임당 정유길(鄭惟吉)의 신도비와 부친 수죽(水竹) 정창연의 신도비가 함께 세워져 있어 일가의 역사를 살필 수 있다.
정광성은 자가 수백(壽伯), 호가 제곡(濟谷)이다. 어려서부터 총명하여 조부에게 글을 배웠는데, 12살 때 마마를 앓아 집안에 들어앉아 《통감강목(通鑑綱目)》을 읽어 그 대부분을 기억했다고 한다. 1601년 진사가 되었고 1603년 정시(庭試) 문과에 급제하여 승문원에 소속되었다. 이듬해 천거되어 예문관 검열·대교가 되었다. 1605년 홍문관 정자, 예문관 봉교·전적을 거쳐 사헌부 감찰에 지냈고, 이어 병조좌랑ㆍ정언ㆍ수찬ㆍ교리 등을 번갈아 지냈다. 선조 41년(1608년) 임금이 승하했을 때 사헌부 지평으로 있었고, 암행어사가 되어 강원도에서 활동하였다. 그해 청음(淸陰) 김상헌(金尙憲)과 학곡(鶴谷) 홍서봉(洪瑞鳳) 등과 함께 호당(湖堂, 독서당)에 들어 사가독서를 함으로써 조부와 부친 이래로 삼대가 호당에 뽑히는 영광을 누렸다. 광해군 1년(1609년) 이조 낭관을 거쳐 헌납ㆍ전한ㆍ사성ㆍ사간ㆍ응교ㆍ직제학 등을 지냈다.
1613년 정온(鄭蘊)이란 선비가 영창대군의 작위를 환원시키고 대군의 예로 장사지낼 것을 청하자 광해군이 크게 노한 나머지 장차를 예측할 수 없을 때 부친 정창연이 차자(箚子)를 올려 정온을 사형에서 구제한 일이 있었다. 이로 인하여 반대편에서 부친을 비방하는 일이 있자 이후 한동안 관직에 나가지 않았다. 또 인목대비를 폐하자는 폐모론(廢母論)이 일어났을 때 부친이 정청(庭請)에 참여하지 않았다고 하여 언관(言官)이 귀양보낼 것을 청하자 한동안 관직에 나가지 않았다.
1623년 인조반정 이후 호조참판ㆍ병조참판ㆍ이조참판ㆍ예조참판ㆍ강원도관찰사ㆍ경상도관찰사ㆍ도승지ㆍ한성부좌윤 등을 역임한 뒤 한동안 은거하였다. 1649년 인조가 사망하고 효종이 즉위하여 형조판서를 제수했으나 사직하고 지돈녕부사로 체직(遞職)되어 도성 남쪽의 정사(亭舍)에서 지내던 중 효종 5년(1654년) 기로소(耆老所)에 들어갔고 4월 22일에 79세 나이로 사망했다.
비는 화강암 대좌(臺座) 위에 비신(碑身)과 이수( 首)를 한 덩어리 백일석(白一石)으로 만들어 얹었다. 비의 형식은 부친의 수죽정공신도비(水竹鄭公神道碑)를 따랐는데, 조각의 생동감이 좀 떨어진다. 비문은 맏아들 영의정 정태화(鄭太和)의 부탁으로 영돈녕부사를 지낸 이경석(李景奭, 1595∼1671)이 짓고 썼는데 글씨는 한석봉(韓石峯) 풍을 따랐다. "知敦寧府事鄭公神道碑銘"이란 머리전서[頭篆]는 이경석의 조카 의정부 사인(舍人) 이정영(李正英, 1616∼1686)이 썼다. 비문에는 정난종(鄭蘭宗)·정광필(鄭光弼)·정복겸(鄭福謙)·정유길(鄭惟吉)·정창연(鄭昌衍) 등 5대조의 약력과 광해군·인조 때 봉사했던 그의 행적이 적혀있으며, 말미에 부인과 자손의 약력과 명문(銘文)이 새겨있다.